# Eduard Bertz
Eduard Bertz (* 8. März 1853 in Potsdam; † 10. Dezember 1931 ebenda) war ein deutscher Schriftsteller, Philosoph, Bibliothekar und Übersetzer. Er setzte sich besonders für verschiedene Emanzipationsbewegungen seiner Zeit (Sozialdemokratie, Idealgemeinschaft, Homosexuellenorganisation und Fahrradfahren) ein.

## Leben
Die ersten Veröffentlichungen von Eduard Bertz waren sechs Gedichte in der Zeitschrift Jahreszeiten (1871/72). 1875 zog er nach Leipzig, um dort Kameralwissenschaft zu studieren. Im Jahr danach absolvierte er als Freiwilliger einen einjährigen Wehrdienst. Es folgten weitere Artikel in der linkssozialistischen Berliner Freie Presse. 1878 zog er nach Paris; während seines Aufenthaltes dort wurde er in Abwesenheit wegen eines seiner Zeitungsartikel zu fünf Monaten Gefängnis wegen Beleidigung des preußischen Militärs verurteilt. Ende 1878 ging er nach London. Dort befreundete er sich mit dem sozialkritischen Schriftsteller George Robert Gissing, mit dem er bis zu dessen Tod im Jahre 1903 intensiv korrespondierte. Als Student und bis 1882 stand er auch in einem nicht mehr überlieferten Briefwechsel mit dem Freidenker Albert Dulk.
1881 reiste Bertz in die USA, um zwei Jahre lang in einer Agrarkolonie, einem sozialen Experiment des englischen Schriftstellers Thomas Hughes, in Rugby, Tennessee, eine Bibliothek aufzubauen und zu leiten. 1883 kehrte er nach Europa zurück, zunächst nach London, dann nach Deutschland, innerhalb dessen Grenzen er in den folgenden Jahren öfter umzog. 1888 wurde er Mitglied im Verein Berliner Presse und im Deutschen Schriftstellerverband, dessen Sekretär er auch wurde. In dessen Organ
Deutsche Presse veröffentlicht er bis 1890 u. a. Aufsätze über Ottilie Wildermuth, Walt Whitman, George Gissing, Heinrich Heine und Arthur Schopenhauer. 1890 wurde er wieder in seine Bürgerrechte eingesetzt.
Im Jahre 1900 veröffentlichte Eduard Bertz das Buch Philosophie des Fahrrads, das bis heute als grundlegendes Werk zur Kulturgeschichte des Fahrradfahrens gilt. Darin betrachtete er das Fahrradfahren aus dem Blickwinkel eines seiner Lebensthemen, der Einheit zwischen Körper, Geist und Natur. Zudem enthält das Buch eine der ersten analytischen Vergleiche des Radfahrens mit der Fortbewegung zu Pferde sowie dem gerade aufkommenden Automobil. Insofern gilt dieses Werk heute als Dokument sowohl der Technikgeschichte als auch – etwa hinsichtlich der Betrachtungen des klassenübergreifenden Wertes des Fahrradfahrens – der Sozialgeschichte.
In den letzten zehn Jahren seines Lebens erschienen keine Texte mehr von Bertz, der niemals eine Familie gründete. Er starb vergessen 1931 in Potsdam.

## Homosexualität
1898 unterzeichnete Bertz zusammen mit mehr als 800 Persönlichkeiten eine gegen den § 175 Reichsstrafgesetzbuch, der Homosexualität unter Strafe stellte, gerichtete Petition organisiert von dem Arzt und Sexualforscher Magnus Hirschfeld. Ab 1898 arbeitete Bertz im Wissenschaftlich-humanitären Komitee von Hirschfeld mit. Mit einem Aufsatz über den US-amerikanischen naturalistischen Dichter Walt Whitman setzte er 1905 eine öffentliche Diskussion über dessen Homosexualität in Gang und bekannte sich brieflich zu seiner eigenen Homosexualität. Bertz kritisierte den 1892 verstorbenen Whitman, mit dem er selbst noch korrespondiert hatte, weil dieser seine eigene Homosexualität nicht nur verleugnet, sondern Homosexualität öffentlich sogar abgelehnt habe. Daraus entspann sich eine Auseinandersetzung mit dem deutschen Autor Johannes Schlaf, der eine Monographie über Whitman veröffentlicht hatte und Bertz' Ausführungen über den Dichter scharf zurückwies.

## Werke (Auswahl)
- Rezension von August Bebels "Die Frau und der Sozialismus". In: Jahrbuch für Sozialwissenschaft und Sozialpolitik 1880, S. 97–111 (Digitalisat).
- The French Prisoners. A Story for Boys. Macmillan, London 1884 (Digitalisat); 2. A. 1902
- Charles de Secondat, Baron de Montesquieu: Persische Briefe, Leipzig, ins Deutsche übersetzt von Eduard Bertz, 1885 (Digitalisat).
- Glück und Glas, 1891; 2. A. 1893
- Das Sabinergut
  - Erste Auflage:
    - Band I. Schall & Grund, Berlin 1896 (Digitalisat)
    - Band II. Schall & Grund, Berlin 1896 (Digitalisat)

  - Dritte Auflage (unter dem Titel Amerika, du hast es besser!): Bände I und II. Schall, Berlin o. J. (Digitalisat)
- Philosophie des Fahrrads. Carl Reißner, Dresden & Leipzig 1900 (Digitalisat). Erweiterte Neuausgabe: Georg Olms Verlag Hildesheim 2012, hrsg. v. Wulfhard Stahl, ISBN 978-3-487-08497-8
- Der blinde Eros, Dresden/Leipzig 1901
- Spemanns goldenes Buch der Weltliteratur. Hrsg. v. Eduard Bertz et al., Berlin/Stuttgart 1901; erweitert 1912
- Der Yankee-Heiland. Ein Beitrag zu einer modernen Religionsgeschichte. Carl Reissner, Dresden 1906 (Digitalisat).
- Whitman-Mysterien. Eine Abrechnung mit Johannes Schlaf, 1907
- Die Weltharmonie. Monistische Betrachtungen, 1908
- Harmonische Bildung. Ein Buch für die Zeit, 1909
- Theodor Storm in Potsdam. In: Mitteilungen des Vereins für die Geschichte Potsdams 1910, Potsdam 1910